# 우에스기 구니노리
우에스기 구니노리(上杉邦憲)는 일본의 우주공학자이다. 학위는 공학 박사. 전문분야는 비행역학, 시스템 공학이다. 우에스기씨 제32대 당주(옛 요네자와번 우에스기 씨 제17대 당주). 야마가타현 출신.
아버지는 우에스기 다카노리, 어머니는 도쿠가와 종가 당주 도쿠가와 이에마사의 둘째 딸·도시코이다.
| 전임 우에스기 다카노리 | 제17대 요네자와 우에스기 가 당주 1995년 ~ |  |